# Chespirito (programa de televisión)
Chespirito fue un programa de televisión de comedia mexicano creado por Roberto Gómez Bolaños y producido en un principio por Televisión Independiente de México y en su segunda etapa por Televisa, en donde diversos personajes interactuaban a manera de sketch sus diversas creaciones.
El programa tuvo dos periodos. El primero se transmitió desde del 15 de octubre de 1970 hasta el 20 de febrero de 1973 (dando paso a series independiente como El Chavo del 8 y El Chapulín Colorado), mientras que el segundo se transmitió desde el 28 de enero de 1980 hasta el 25 de septiembre de 1995.
A través de los años, el programa mostró, en sketches (escenas de 3 a 22 minutos) y episodios completos, a El Chavo, El Chapulín Colorado, Doctor Chapatín, Los Caquitos, Los Chifladitos, La Chicharra, Los Supergenios de la Mesa Cuadrada, El ciudadano Gómez, las parodias de Chaplin, El Gordo y el Flaco y a Chespirito, el personaje que da el nombre al programa.

## Historia del programa

### Primer periodo (1970 - 1973)
Luego de años escribiendo y actuando ocasionalmente en sketches de varios programas de televisión, incluyendo Cómicos y Canciones de Viruta y Capulina en Telesistema Mexicano, en 1968 Roberto Gómez Bolaños es contratado por el locutor Rubén Aguirre (productor del Canal 8 de la Televisión Independiente de México). Luego de realizar una serie titulada El ciudadano Gómez, el comediante se suma al programa «ferrocarril» Sábados de la fortuna, conducido por el locutor cubano Neftalí López, y que durante doce horas incluía concursos, reportajes, números musicales y rutinas humorísticas, las cuales solían denominarse «Chespirotadas». Contando con las actuaciones del mismo Chespirito, así como de Aguirre, Ramón Valdés (hermano de los comediantes Germán «Tin Tan» Valdés y Manuel «El Loco» Valdés), Julián de Meriche y Aníbal de Mar (el «Tremendo Juez» de La tremenda corte).
Dentro del programa también surge el espacio Los Supergenios de la Mesa Cuadrada, donde Gómez Bolaños, Aguirre, Valdés y en primeras instancias De Mar respondían las «cartas» que eran leídas inicialmente por la actriz y modelo Bárbara Ramson, reemplazada tiempo después por la joven María Antonieta de las Nieves. Es aquí en este espacio donde surgen versiones primitivas del Doctor Chapatín y el Profesor Jirafales.
A fines de 1970, el maratónico programa (para entonces titulado Sábados con Neftalí) es cancelado, pero el espacio de Los Supergenios pasa a tener un espacio propio de media hora los jueves a las 8 de la noche, llegando a durar 45 minutos por algún tiempo a inicios de 1971. El contenido del programa, a diferencia de los posteriores programas de Chespirito, se caracterizaba por un humor de «grueso calibre» con el uso constante del albur y otras referencias obscenas, así como destemplados chistes y burlas que envolvían a actores, productores, escritores y diferentes personajes del medio artístico mexicano.
Al pasar el tiempo, el espacio de Los Supergenios pierde cada vez mayor relevancia. Para la segunda semana de enero de 1971, el programa pasa a llamarse Chespirito y la Mesa Cuadrada y ya en mayo de ese año, simplemente Chespirito.
Al mismo tiempo, Gómez Bolaños ya estaba desarrollando dos de sus personajes más icónicos: El Chapulín Colorado, parodia de los superhéroes norteamericanos; y el "Chómpiras", un ladrón de poca monta que junto a su colega, el "Peterete" (Valdés) le darían forma a Los caquitos. Mientras tanto, el Doctor Chapatín pasa a tener sus propios sketches y se crean personajes como Los Chiflados, con Gómez Bolaños y Aguirre interpretando a los locos Chaparrón Bonaparte y Lucas Tañeda, y surgen parodias a distintas obras y personalidades célebres. El programa Chespirito pronto se convierte en un gran éxito de audiencia y crítica, siendo alabado por su humor blanco.
Para inicios de 1972, Carlos Villagrán pasa a actuar regularmente en el programa tras haber aparecido previamente en contadas ocasiones, sumándose también Édgar Vivar y Florinda Meza, quien aparecía en la comedia La media naranja. Para finales de abril de aquel año, Aguirre es contratado para el Canal 2 de Telesistema Mexicano por Sergio Peña (director de Sábados de la fortuna y Los Supergenios) apareciendo en los programas Kippy-Cosas y Circo, este último un maratónico sabatino. La salida de «Shory» implicó el fin temporal del cuadro de Los Chiflados, siendo reemplazado por El Chavo del Ocho, tomando un escenario que Chespirito había explorado en algunas ocasiones durante el año anterior (Gómez Bolaños interpretando a un niño que importunaba a Valdés). Este sketch prontamente alcanza gran popularidad, y junto a El Chapulín, se convierte en la cara visible del programa, que pasa a tener una hora de duración. Durante la segunda mitad del año, los actores Edgar Wald y David Povall, la actriz española Angelines Fernández y el comediante Raúl Padilla «Chóforo» tuvieron apariciones recurrentes.
Para principios de 1973, la fusión TSM-TIM que daría origen a Televisa le permite a Aguirre volver al elenco, algo que pasaría a ser definitivo luego de que el programa de Kippy Casado no obtuviera buenos resultados de sintonía, Aguirre regresó al elenco de actores justo en el último programa de «Chespirito». De esta manera se formó el elenco fundamental que acompañaría a Chespirito, cuyos segmentos de El Chapulín Colorado y El Chavo del Ocho pasarían a ser espacios independientes de media hora por orden de Emilio Azcárraga Milmo, dando fin al primer período del programa. Algunos de sus segmentos serían retransmitidos como acompañamientos (referidos como «entremeses») de ambas series durante 1973 (un puñado de episodios serviría como relleno mientras que Gómez Bolaños se recuperaba de un accidente en plena grabación donde se lastimó una mano). Los personajes del Doctor Chapatín y Los caquitos mientras tanto tendrían segmentos ocasionales antes de algunos episodios del Chapulín y del Chavo respectivamente.

### Segundo periodo (1980-1995)

#### Reformulación del programa y temporada de 1980
Durante el período de popularidad a nivel de Latinoamérica gracias a los programas de El Chavo del 8 y El Chapulín Colorado, entre 1973 y 1978, algunas rencillas fueron desarrollándose dentro del elenco y equipo de Chespirito. Éstas terminan causando las renuncias del director de ambos programas, Enrique Segoviano, y de Carlos Villagrán en 1978, la del locutor, narrador y presentador de los mencionados espacios televisivos, Jorge Gutiérrez Zamora en 1979, y el alejamiento de Ramón Valdés ese mismo año. Posteriormente, Raúl «Chato» Padilla se integra al grupo de actores de Chespirito para continuar con las temporadas de 1979 de El Chavo del 8 y El Chapulín Colorado, habiendo aparecido un año antes en la película El Chanfle con el resto del elenco clásico (con Villagrán y Valdés incluidos).
A mediados de 1979, Gómez Bolaños decide poner fin al programa de El Chapulín Colorado, reemplazándolo por La Chicharra, serie donde Gómez Bolaños interpretaba al torpe reportero Vicente Chambón, aunque la serie no tuvo mucho éxito, durando tan solo 13 episodios. De esta manera, Chespirito decide volver al formato de sketches, así que en enero de 1980, pone fin al programa de El Chavo del 8 y retoma su espacio televisivo homónimo. El programa Chespirito incluía a El Chavo del 8 y El Chapulín Colorado, que retornaban al formato sketch, así también a La Chicharra, el Doctor Chapatín, Los Caquitos y Los Chiflados así como las parodias de Charles Chaplin y El Gordo y el Flaco.
El elenco inicial de esta segunda etapa contaba con: Florinda Meza, Rubén Aguirre, Édgar Vivar, Angelines Fernández, Raúl "Chato" Padilla, Horacio Gómez Bolaños y María Antonieta de las Nieves, además del propio Chespirito. A mediados de ese año Padilla se retira del programa para participar en El mundo de Luis de Alba, y durante el resto de la temporada de 1980, Benny Ibarra (cantante del grupo de rock Los Yaki y padre del cantante de pop Benny), realiza apariciones continuas en los sketches del programa. De igual manera, Ramiro Orcí y la niña actriz Claudia Ivette aparecen como actores invitados en algunos episodios.

#### Temporadas 1981 y 1982
En 1981, Ramón Valdés vuelve a formar parte del elenco de Chespirito sólo por ese año, retomando su papel del personaje de Don Ramón en El Chavo del 8 (por lo que el personaje de Doña Nieves desaparece hasta el año siguiente) y Súper Sam en El Chapulín Colorado, participando de igual manera en otros segmentos cómicos (a excepción de La Chicharra y la parodia de El Gordo y el Flaco). Valdés se mantuvo incorporado al elenco desde marzo hasta diciembre de 1981, cuando salió por conflictos laborales, apareciendo de todas maneras en algunos capítulos de 1982 y 1983 mediante sketches retransmitidos. También en esta temporada, Arturo García Tenorio apareció en dos segmentos de «Viaje a Marte» de El Chapulín Colorado, y se adopta un corazón rojo como la insignia del programa.
En marzo de 1982, las risas grabadas son excluidas del contenido del programa (lo cual fue remarcado en la introducción durante las primeras temporadas seguidas a esta decisión) y reemplazadas por tonadas de ligera ocasión. Durante la temporada de ese mismo año, Raúl «Chato» Padilla regresaba al elenco, retomando el personaje de Jaimito el Cartero en el sketch de El Chavo del 8 luego de año y medio, esta vez permaneciendo en el elenco de forma continua, interpretando a otros personajes, entre ellos, el Licenciado Morales en Los Caquitos. De igual manera, María Antonieta de las Nieves también retoma su personaje de Doña Nieves. Benny Ibarra volvió a actuar en el programa en la adaptación de «Los Piratas del Caribe», de El Chapulín Colorado, y como el Señor Hurtado de «El Ratero de la Vecindad» en El Chavo.

#### Temporadas de 1983 a 1988
En la Navidad de 1983, el programa retransmite la parodia de "Blancanieves", realizada en 1978 como parte del programa El Chapulín Colorado. Esto fue la única vez en que Carlos Villagrán "figuró" en la segunda etapa del programa.
En 1984, Roberto Gómez Fernández, hijo de Chespirito, se convertiría en actor recurrente del programa, y también se contaría con la participación especial de Lourdes Munguía. Ese mismo año, se incorpora como fondo musical a temas compuestos e interpretados por Michael Reynolds (escuchados en dibujos animados clásicos como Fantasías animadas de ayer y hoy, Gasparín, El Pájaro Loco y los episodios de Popeye el marino realizados por Famous Studios), los cuales habían sido utilizados como apertura y cierre de bloque, así como también fondo, en algunos episodios del programa El Chavo del 8, en la década anterior.
En 1986, Roberto Gómez Fernández y Alfredo González Fernández se convierten en productores del programa, en reemplazo de Carmen Ochoa. Horacio Gómez Bolaños se vuelve en el productor ejecutivo del espacio televisivo, limitando sus actuaciones a Godínez en El Chavo del 8 y, con menor frecuencia, a otros personajes en el resto de sketches. En ese año, Ramiro Orcí, quien apareció en varios episodios de 1980, se convierte en actor recurrente. Durante la temporada de 1986, los extractos de los canciones de Michael Reynolds empleados como tonadas de ligera ocasión comenzaron a constituir totalmente el fondo musical durante el desarrollo de cada sketch hasta temporadas de la siguiente década.
A partir de 1987, el programa empezó a recurrir a otros actores, tales como Carlos Pouliot y Maricarmen Vela, además de diversos invitados. Además, los sketches de El Chavo y El Chapulín Colorado, empiezan a perder relevancia, debido principalmente a que sus sketches eran capítulos reciclados, adaptados a los personajes que estaban presentes. Entre tanto, el sketch de Los Caquitos creció en el gusto y preferencia del público y tomó un mayor protagonismo en el programa, llegando incluso a ocupar todo el tiempo del programa a partir de 1989. Entre tanto, El Chavo, El Chapulín Colorado, El Doctor Chapatín y Los Chiflados continuaban siendo acompañamientos. En 1988, finalizan las grabaciones de El Gordo y el Flaco.
El 9 de agosto de 1988, Ramón Valdés fallece siendo víctima de cáncer de estómago después de una larga agonía en el hospital Santa Elena de la Ciudad de México. El duelo llega a ser más que importante para los actores del elenco y, a pesar de que Chespirito no asistió al funeral por razones desconocidas,(aunque según la productora Carmen Ochoa, la ausencia de Gómez Bolaños se debió a que se encontraba fuera de México) los demás actores sí otorgaron el pésame a la familia, tales como Carlos Villagrán, Édgar Vivar, Rubén Aguirre, Horacio Gómez Bolaños y Angelines Fernández. María Antonieta de las Nieves, quien tampoco asistió, fue una de las más afectadas y lamentó mucho no haber estado con él en sus últimos momentos de vida, ya que se encontraba con su circo en el Perú.

#### Temporadas de 1989 a 1995
En mayo de 1989 debuta en el sketch de Los Caquitos, el personaje de "Doña Espotaverderona", mamá de La Chimoltrufia, interpretado por Anabel Gutiérrez. Ese mismo año, María Antonieta de las Nieves, interpreta, en el mismo espacio a "Maruja", una prostituta. Para noviembre de 1990, Florinda Meza se retira temporalmente del elenco para escribir, producir y protagonizar la telenovela Milagro y magia, retornando en septiembre de 1991. Para diciembre de ese año, Angelines Fernández, se retira definitivamente del elenco, debido a su deteriorado estado de salud.
En 1992, finalizan las grabaciones de los sketches de El Chavo y El Chapulín Colorado, ya que Gómez Bolaños presentaba una edad avanzada para interpretar a personajes que requerían de agilidad. Asimismo, los sketches de Doctor Chapatín y Los Chiflados dejan de grabarse por un tiempo, siendo el programa totalmente dominado por el sketch de Los Caquitos. Durante ese año, Anabel Gutiérrez gana protagonismo en el programa, y se suma al elenco Paulina Gómez Fernández (hija de Chespirito); durante ese tiempo, Édgar Vivar abandona la serie temporalmente en junio debido a problemas en torno a su obesidad, reintegrándose en octubre de ese año. También sería el último año con la participación de Carlos Pouliot, quien interpretaba a Don Lucho, el dueño del hotel del mismo nombre, al abandonar Televisa.
En 1993, con el programa aun dominado por Los Caquitos, se actualiza la gráfica del programa, y se suma al elenco Moisés Suárez, interpretando a Don Cecilio Buenavista, administrador del Hotel Buenavista, hotel en que fueron contratados el Chómpiras, el Botija y la Chimoltrufia tras el cierre del hotel de Don Lucho el año anterior. Ese mismo año, se transmiten dos episodios que cuentan con sketches de El Chapulín Colorado, Los Chiflados, Doctor Chapatín y Los Caquitos, lo cual Angelines Fernández reaparece en ambos episodios.
A finales de ese año, la duración del programa pasa de una a media hora, y también se actualiza el tema principal de apertura, con los arreglos de Rodolfo Sánchez. En ese tiempo, debido a que el humor blanco y familiar de Chespirito ya no tenía el mismo impacto de antes, éste emprende dos proyectos nuevos de media hora cada uno, teniendo un humor más adulto y moderno: Con Humor (al estilo de Chespirito), con ciertos tonos de sátira política, retomando además a El Ciudadano Gómez y Buenas Noticias (que fueron incluidos en el programa durante 1994), comedia situada en la redacción de un noticiero, contando con un elenco de jóvenes actores (incluyendo a Paulina Gómez, hija de Chespirito), la producción de Florinda Meza y la dirección de Roberto Gómez Fernández. Sin embargo, los programas nuevos no tienen el éxito esperado y Chespirito saca ambos sketches del programa tiempo después.
A principios de 1994, Raúl "Chato" Padilla, decidió retirarse del programa debido a sus síntomas de la diabetes, con la promesa de que al mejorar regresaría, lamentable e inesperadamente falleció el 3 de febrero de ese año víctima de esa enfermedad. Casi dos meses después, el 25 de marzo, Angelines Fernández también fallecería a los 69 años como consecuencia de su adicción al tabaco. Ambos fallecimientos enlutaron nuevamente al elenco restante. Así mismo, tras la muerte de Padilla, el sketch de Los Caquitos dejaría de tener como escenario la delegación de policía.
Ese año, el programa vuelve a durar una hora, además de que regresaran al programa los sketches de Los Chiflados y Doctor Chapatín. En agosto se retiran María Antonieta de las Nieves y su esposo Gabriel Fernández, quien hacía la voz de introducción del programa desde 1981. A raíz de aquello, los episodios posteriores vuelven a ser presentados por Rubén Aguirre.
En enero de 1995, el programa vuelve a durar media hora. Ese año, Édgar Vivar se retira definitivamente debido a sus problemas de obesidad por lo que la serie finaliza grabaciones y se retransmiten episodios recientes.
En septiembre de ese mismo año Televisa decide retirar los programas de comedia de su horario estelar, lo que implicaría que el programa comenzaría a ser transmitido solo los fines de semana en horarios indefinidos. Frente a esto, Gómez Bolaños decide poner fin al programa luego de casi 25 años de transmisión.

## Después de la serie
Roberto Gómez Bolaños y Florinda Meza continuaron por algunos años más con la obra de teatro 11 y 12 (también creada y producida por Roberto Gómez Bolaños) con un enorme éxito en México y Latinoamérica.
Para 1996, el programa se dobla al portugués, especialmente para Brasil, rebautizándolo como Clube do Chaves.
En 1997 Florinda Meza produce la telenovela Alguna vez tendremos alas protagonizada por Kate del Castillo y Humberto Zurita, Gómez Bolaños participa como autor de la música y la dirección a cargo de Roberto Gómez Fernández (hijo de Chespirito). En esta producción también participan Anabel Gutiérrez, Édgar Vivar y Moisés Suárez Aldana actuando nuevamente en un proyecto de Gómez Bolaños y Meza.
Ese mismo año, Gómez Bolaños estrena la película Elisa antes del fin del mundo con una trama totalmente diferente a comparación de proyectos anteriores enfocada a la violencia que se vive en la Ciudad de México. La producción recibió halagos por parte de la crítica y fue protagonizada por los entonces actores infantiles Sherlyn e Imanol Landeta.
El 21 de noviembre de 1999, fallece Horacio Gómez Bolaños (hermano de Chespirito) de un ataque al corazón.
El 1 de abril de 2000, Televisa rinde homenaje a Gómez Bolaños por su retiro y sus 30 años de trayectoria artística con una larga programación a lo largo de todo el día, titulada No contaban con mi astucia. A este homenaje asisten todos los exmiembros de su elenco a lo largo de todos sus programas menos los fallecidos a quienes también se les recuerda y rinde homenaje, y se da una inesperada reconciliación con Carlos Villagrán con quien se reencuentra tras largos años de alejamiento, no obstante dicha reconciliación resultó ser una falsedad.
El 19 de noviembre de 2004, Roberto Gómez Bolaños y Florinda Meza contraen matrimonio, luego de varios años de vivir en unión libre.
En 2006, Televisa estrena la serie animada del Chavo del Ocho también producida y dirigida por Roberto Gómez Fernández. La Chilindrina es el único personaje original de la serie que no es incluido debido a varios desacuerdos y varias peleas legales por los derechos de autor entre Roberto Gómez Bolaños y María Antonieta de las Nieves.
El 29 de febrero de 2012, se rinde un mega homenaje a Roberto Gómez Bolaños en el Auditorio Nacional titulado: «América celebra a Chespirito», con la participación de más de 17 países que se unieron al homenaje y la asistencia de grandes personalidades del medio artístico y deportivo entre muchos otros. Édgar Vivar, Rubén Aguirre y su esposa Florinda Meza son los únicos exmiembros de su elenco que asisten al evento.
El 28 de noviembre de 2014, fallece Roberto Gómez Bolaños a los 85 años de edad a causa de un problema respiratorio. Televisoras de México y Latinoamérica dedican largas horas de transmisiones especiales y se le hacen homenajes luctuosos en Televisa y en el Estadio Azteca, a los que asiste un gran número de personas y celebridades de diversos medios.
El 17 de junio de 2016, fallece el actor Rubén Aguirre, más conocido como el Profesor Jirafales a sus 82 años de edad, producto de una pulmonía, mientras que en 2019 falleció Gabriel Fernández, locutor del programa durante los años 80.
Debido a un conflicto legal surgido entre Televisa y Grupo Chespirito, la emisión a nivel mundial de Chespirito y sus producciones hermanas live-action fue suspendida temporalmente, empezando el 1 de agosto de 2020. Como consecuencia y por primera vez en más de 40 años, ningún canal de televisión en ningún país emitía el programa, mientras que en algunos países, el programa y los otros programas live-action fueron reemplazados por El Chavo Animado y El Chapulín Colorado.
Después de 4 años de ausencia, el 7 de septiembre de 2024, Florinda Meza confirmó el regreso del programa Chespirito y los otros programas live-action a la televisión a nivel internacional, y también se encuentra disponible para mirar a través de Vix.

## Secciones del programa

### El Ciudadano Gómez (1971 / 1994)
Este segmento muestra las desventuras de un hombre anónimo cuyo afán es el de auxiliar a quienes son perjudicados por la burocracia, aunque termina metiéndose en más de un lío. Si bien este escenario fue el primero creado por Chespirito para sí, también fue uno de sus menos prolíficos, emitiéndose sólo por 13 episodios en 1968, siendo aparentemente retirado por el tenso ambiente político de la época. También contó con la participación de Rubén Aguirre en el rol de un empleado público. Se desconoce si las emisiones del programa realizadas a fines de 1970 y luego a inicios de 1973 eran retransmisiones o no.
El personaje fue revivido en 1994 como un sketch serializado dentro del programa Con Humor. En esta ocasión, el "Ciudadano Gómez", como se le refería dentro de la comunidad, no podía recordar su nombre debido a un accidente automovilístico provocado por un mal servicio en el taller mecánico donde no le revisaron los frenos a su carro.

### Chespirito (1970 - 1975 / 1980 - 1986 / 1988 - 1989 / 1991 - 1992 / 1994 - 1995)
Este segmento misceláneo, referido por Gómez Bolaños como «sketches sueltos», surgió dentro del programa Sábados de la fortuna, donde se le otorgó el nombre de «Chespirotadas», para luego servir como la base de sus personajes más famosos. Por lo general, estos cuadros trataban sobre situaciones donde Chespirito se metía en problemas o se los causaba a otros, así como relatos sobre un personaje o evento de la historia universal, «no como fue, sino como pudo haber sido» (estos últimos sirviendo de hilos conductores para algunos episodios de El Chapulín Colorado durante su época de serie independiente).

### La Mesa Cuadrada / Los Supergenios de la Mesa Cuadrada (1970 - 1971)
Esta sección se inició en el programa Sábados de la fortuna, pero cuando este se canceló, la sección sirvió de base para la creación del programa de «Chespirito», aunque el programa se completara con otras secciones para rellenar los 45 minutos del show («Los Supergenios» solo duraba 10 minutos). Este sketch fue presentado por Chespirito (que interpretaba al Doctor Chapatín), María Antonieta de las Nieves, Ramón Valdés y Rubén Aguirre que, reunidos en torno a una mesa cuadrada, leían cartas de los televidentes y las contestaban con respuestas absurdas y humorísticas.

### Los Caquitos (1970 / 1972 - 1975 / 1980 - 1995)
El sketch cuenta las aventuras de dos rateros: el Chómpiras (Chespirito) y un compañero suyo (El Peterete (Ramón Valdés) o El Botija (Édgar Vivar) según la época), aunque a partir de 1987 los rateros se reforman y empiezan a buscar trabajo, siendo contratados para diversos oficios desde ese año (por ejemplo, El Botija fue, entre otras profesiones, peluquero y jardinero, mientras que El Chómpiras fue bolero y velador de funeraria) hasta que consiguen un trabajo en un hotel (primero en el Hotel Don Lucho y, a partir de 1993, después de su ausencia de ese hotel, en el Hotel Buenavista), donde trabajarán hasta el final de la serie. En la primera época (1970-73), el sketch estaba protagonizado por los personajes de El Chómpiras (Chespirito) y Peterete (Ramón Valdés), mientras que en la segunda época (1980 - 1995), Peterete fue sustituido por El Botija (Édgar Vivar) y se une al reparto la Chimoltrufia (Florinda Meza), que era la esposa de El Botija.

### El Chapulín Colorado (1970 - 1992)
Una de las secciones más destacadas del programa, en la que Chespirito interpretaba a un torpe superhéroe que sólo parodiaba a los superhéroes estadounidenses. El éxito de este sketch fue tal que consiguió su propia serie en 1973 y la mantuvo hasta 1979, año en el que regresaría al programa.

### Doctor Chapatín (1970 - 1992 / 1994 - 1995)
Aunque el personaje se incorporó al programa Los Supergenios de la mesa cuadrada en 1968 como un miembro más de dicha mesa, respondiendo a cartas de televidentes, termina teniendo su propio segmento en «Chespirito», representando su vida como médico en su propia consulta, así como su ineptitud para ejercer dicha profesión, de forma humorística.
Tras cancelarse el programa «Chespirito», en 1973, las secciones del Doctor Chapatín se incorporan a la serie de El Chapulín Colorado, emitiéndose a modo de preámbulo, antes de dar comienzo los episodios de dicha serie. En 1980, cuando se reestrena «Chespirito» con nuevos episodios, las secciones del Doctor Chapatín regresan a ese programa.

### Los Chifladitos (1971-1972/1980-1995)
Sketch que trata de las «aventuras» del Chaparrón Bonaparte (Chespirito) y Lucas Tañeda (Rubén Aguirre), dos personajes con problemas psiquiátricos, aunque exponiendo sus «aventuras» de forma humorística.

### El Chavo (1972-1992)
El Chavo, que contaba las aventuras de un grupo de personas de una vecindad y los malentendidos y discusiones entre ellos derivadas de las acciones de los personajes, fue el otro sketch exitoso de «Chespirito», consiguiendo, al igual que El Chapulín Colorado, en convertirse en su propia serie en 1973 y manteniéndola hasta 1979, año en el que regresa al show de «Chespirito».

### Charles Chaplin (1973 / 1980 - 1983 / 1991)
En diversas ocasiones, Chespirito rendía homenaje a aquellos grandes de la comedia antigua que él admiraba, y una de sus grandes satisfacciones era personificar a Charles Chaplin. Chespirito emulaba así al personaje, siempre con el fondo musical característico.

### La Chicharra (1979 - 1982)
La serie cuenta la historia de un torpe reportero, Vicente Chambón (Chespirito), y su fotógrafa, Cándida (Florinda Meza), que trabajan en un diario llamado «La Chicharra» y tienen como objetivo investigar los casos más extraños. Originalmente se estrenó como serie independiente en 1979, en sustitución de El Chapulín Colorado, con escaso éxito. En 1980, el programa pasó a ser un sketch.

### El gordo y el flaco (1980 - 1982/ 1984 / 1988 / 1991)
Al igual que Charles Chaplin, Édgar Vivar (el gordo) y Chespirito (el flaco) fueron los encargados de darle vida en pantalla a este clásico del cine, El Gordo y el Flaco. Este segmento mantuvo la esencia de los personajes y la música de fondo original.

### Con Humor(1994)
Este programa (cuya presentación consistía en la frase indicativa: «Este es un programa Con Humor al estilo Chespirito»), fue emitido de forma alterna con el de «Chespirito» cuando este disminuyó su horario de emisión a media hora los lunes. «Con Humor» fue emitido los viernes de 1994 y presentaba diferentes secciones como «¡Increíble, pero ciento por ciento!» (conducido por Don Crédulo, personaje interpretado por Édgar Vivar), «la noticia rebelde» (presentado por Rubén Aguirre como Vicente Confidente, y María Antonieta de las Nieves como Leticia Noticia, que informaban sobre noticias absurdas), «Al estilo del cine mudo» (en el cual Chespirito interpretaba a diferentes personajes cuyas risas las provocaban sus acciones y estaban acompañados de una música humorística de fondo, al igual que ocurría con las películas de cine mudo de las primeras décadas del siglo XX), el regreso de «El Ciudadano Gómez» y la presentación de «Don Calavera». Al terminar el ciclo, los episodios que habían sido grabados para Con Humor, fueron incluidos en «Chespirito», cuando el programa volvió a durar una hora y mantenía su emisión los lunes. Solo fueron 25 programas de Con Humor.

#### Don Calavera (1994)
Se trata de uno de los últimos personajes de la creación de Chespirito interpretado por él mismo. Don Carlos Vera (apodado Don Calavera por el parecido homofónico del nombre y porque se enamoraba de las viudas) es propietario de la funeraria «Las Pompas Fúnebres» (Nombre humorístico y de doble sentido ya que en México la palabra «pompas» también se usa para llamar a los glúteos). En su casa trabaja una sirvienta bastante torpe llamada Genoveva (María Antonieta de las Nieves), es amigo de un doctor, Rafael Contreras (Rubén Aguirre), y tiene una hija que estudia medicina. La ambientación de esta historia se da en los años 20 y siempre la viuda guapa es representada por Florinda Meza. Se estrenó dentro de la serie «Con Humor», los viernes en 1993-94.

## Tema de apertura
Entre 1970 y 1973, en la primera época del programa, «Chespirito» se abría con la melodía «A Blessed Event», compuesta por el músico italiano Riz Ortolani. Sin embargo, en 1980 se usó como tema principal el tema de apertura de El Chavo del Ocho. Un año más tarde, en 1981, se usó una versión de la canción de El Chapulín Colorado musicalizada por Víctor Arcos, que identificó al programa desde ese año, hasta septiembre de 1993 cuando se hizo una nueva versión musicalizada por Rodolfo Sánchez. A pesar de que esta no tuvo mucho éxito, se mantuvo hasta la finalización del programa en 1995.

## Reparto

### Actores principales
- Roberto Gómez Bolaños como El Chavo, El Chapulín Colorado, Chómpiras, Doctor Chapatín, Chaparrón Bonaparte, Vicente Chambón
- Florinda Meza - Doña Florinda, Popis, Chimoltrufia, Doña Expectación del Macho "La vecina"
- Rubén Aguirre - Profesor Jirafales, Lucas Tañeda, Sargento Refugio
- Édgar Vivar como Señor Barriga, Ñoño, Botija
- Angelines Fernández - Doña Cleotilde, Doña Nachita
- Horacio Gómez Bolaños como Godínez
- María Antonieta de las Nieves - La Chilindrina, Doña Nieves, Maruja
- Ramón Valdés - Don Ramón, Peterete, Rascabuche, Súper Sam
- Carlos Villagrán - Quico, Cuajináis, Don Federico (una sola aparición)
- Raúl "Chato" Padilla - Jaimito el Cartero, Licenciado Morales
- Roberto Gómez Fernández como Sargento Refugio (primera versión)
- Carlos Pouliot - Don Lucho
- Anabel Gutiérrez - Doña Espotaverderona
- Moisés Suárez - Don Cecilio Buenavista
- Paulina Gómez Fernández
- Arnoldo Picazzo como Melquíades
- Rodolfo Rodríguez
- Gabriel Fernández Carrasco
- Benny Ibarra como Señor Hurtado
- Ana Lilian de la Macorra como Patty
- Arturo García Tenorio
- Ramiro Orcí
- Ricardo de Pascual
- Patricio Castillo
- Leticia Montaño
- Raúl Padilla «Chóforo»
- Heriberto López de Anda
- Maricarmen Vela como Gloria
- Patty Strevel como Patty
- Gustavo del Castillo
- Jorge Fegan
- Pedro Romo
- Xavier Jiménez
- Maritza Aldaba
- Julio Vega
- Marisol Cazzaro
- Mario Casillas
- María Goretti
- Isaura Espinoza
- Eduardo Shilinsky
- Eduardo Lugo
- Claudia Ivette Castañeda
- Alfredo García Márquez
- Rogelio Guerra
- Eduardo Palomo
- Alejandra Meyer
- Macaria
- Paloma
- José Luis Padilla
- Rafael Baledón
- Lilia Michel
- Irma Garzón
- Ada Carrasco
- Lili Inclán
- Tony Carbajal
- Paolo Courrech
- Thelma Dorantes
- María Esperanza Navarro
- Ernesto Yáñez
- Alberto Larrazabal
- Alicia Montoya
- Abraham Stavans como «El dueño de la feria»

## Introducciones
Dichas introducciones fueron pioneras en efectos digitales en su tiempo hasta 1993.
- En el primer periodo la introducción fue combinada con dibujos para el logo del programa e imagen real para la presentación de los actores.[6]

- En enero de 1980, en el segundo periodo, la introducción fue hecha con dibujos de los personajes y los actores que pasaban a ser coloreados.[7]

- Después de algunos meses de haber empezado, en marzo de 1981, nace la introducción con la que el programa se identificó hasta enero de 1993, la cual consiste en un fondo de juegos pirotécnicos en torno al cual giraban los dibujos (primero fijos[8]) animados de los personajes. Este tuvo 3 generaciones. Los dibujos de este año, se usaron como cuadros individuales que giraban y desaparecían por la derecha, mientras el fondo seguía su animación y el logo de Chespirito, conformado por la palabra y el corazón. Luego de esto, entraba la presentación de cada una de los segmentos cómicos y los actores representados con dibujos animados. A partir de marzo de 1982 la tipografía inicial de color dorada de presentación de los segmentos, es cambiada al color plateado.

- Desde octubre de 1983 hasta marzo de 1989, cada segmento de programa se presentaba con dibujos animados y las caricaturas de los actores cambian de dibujos a pinturas.[9]

- Desde marzo de 1989 hasta enero de 1993, se conservaba la introducción, pero los actores eran presentados en imágenes congeladas de sus actuaciones en los segmentos.[10]

- En enero de 1993, la introducción se cambia, la melodía original de Víctor Arcos seguía como fondo musical. Al inicio de la nueva introducción se presentaban diversos personajes desvaneciéndose como polvo seguidos de la palabra CHESPIRITO en color verde, mientras el Chómpiras aparecía «dibujado» y los actores eran presentados en sus escenas.[11] En septiembre del mismo año, se cambia la introducción y melodía. Esta era como la anterior pero en una pantalla y con los personajes de «El Chompiras», después aparecían las fotos de los actores pero abajo del nombre decía el nombre del personaje (Apareció a partir del segundo episodio de media hora hasta el último de media hora de 1994, el primero de media hora de 1993 era como el original de 1993, pero en la foto del Chómpiras aparecía su nombre).

- En abril de 1994, la entrada sigue con la nueva melodía, pero ahora se presentan segmentos enmarcados (en azul) de dicho programa.[12]

- En 1995, la entrada se presenta en forma de cubo con varios segmentos que cambian al movimiento del mismo. Se conserva la palabra CHESPIRITO en color amarillo.

## Elenco
Esta es la lista de actores del programa Chespirito.

### Actores especiales
El programa ha contado también con las participaciones esporádicas de:
- Raúl «Chato» Padilla: Desde el primer episodio se mostraba como actor fijo del elenco, sin embargo no aparecía de manera frecuente, no se convirtió realmente en actor titular sino hasta los primeros capítulos de 1982 con el personaje de Jaimito el Cartero en El Chavo del Ocho, ya que Ramón Valdés había regresado en 1981 y seguía apareciendo en 1982 y 1983 en programas retransmitidos y más adelante con el Licenciado Morales en Los Caquitos. Actuó en las películas El Chanfle, El Chanfle 2, Charrito y Don Ratón y don Ratero.

- Benny Ibarra: Roquero de los años 60 perteneciente a la banda «Los Yaki» padre también del ex de la banda Timbiriche y músico solista Benny Ibarra, durante algunos episodios de 1980 y 1982. Actuó en las películas El Chanfle 2, Don ratón y don ratero y Charrito.

- Ana Lilian de la Macorra: Joven actriz quien interpretó a Patty en las últimas temporadas del El Chavo del Ocho, participó en algunos episodios de la primera temporada del programa en 1980.

- Arturo García Tenorio: Joven perteneciente a la cámara de actores de televisión de México, fue llamado por Chespirito para participar en diversos capítulos de su programa, desde sus inicios hasta el final del mismo. Actuó en las películas Don ratón y don ratero y Charrito.

- Ricardo de Pascual: Actor que llega a formar parte (a pesar de haber actuado en el programa anterior El Chavo del Ocho) del elenco desde la mitad del programa hasta las temporadas finales desempeñando diferentes papeles según fuera el caso de la trama.

- Ramiro Orcí: Amigo de juventud de Roberto Gómez Bolaños, aparecía de manera ocasional en el programa hasta 1995. En el Chavo del Ocho interpretó al Señor Barbadillo en 1986 y actuó en la película Música de Viento en 1989.

- Rogelio Guerra: Realizó su aparición en 1986 como invitado para un episodio de El Chavo del Ocho donde se representa a sí mismo y las mujeres de la vecindad se enamoraban de él.

- Carlos Pouliot: Actor que interpretó al dueño del Hotel Lucho desde 1987 hasta 1992, donde El Chómpiras, el Botija y la Chimoltrufia llegaron a trabajar.

- Anabel Gutiérrez: Apareció en 1989 como invitada especial interpretando a Doña Espotaverderona, madre de la Chimoltrufia en los Caquitos y tendría tanto éxito que se convertiría en parte del elenco e interpretaría tanto este como otros papeles menores hasta el fin del ciclo en 1995.

- Moisés Suárez: Se convirtió en parte del elenco en 1993 a partir de la salida de Carlos Pouliot. Actuó en Los Caquitos como Don Cecilio Buenavista, dueño del Hotel Buenavista, donde el Chómpiras, el Botija y la Chimoltrufia empezaron a trabajar. También interpretó a otros personajes de menor relevancia en los «sketches sueltos» del programa. También hace la voz del Profesor Jirafales en El Chavo animado.

- Eduardo Palomo: Solo hizo aparición en dos episodios de 1994. En ambos capítulos se interpretó así mismo llegando al Hotel Buenavista para realizar una llamada telefónica y también los personajes hacían referencia al final de la telenovela Corazón salvaje de la que él fue protagonista el año anterior.

- Juan Antonio Edwards: Solo hizo aparición en dos episodios de 1993. En ambos capítulos, interpretó el papel de Don Hipólito un dueño de un circo que quiso usar al Chómpiras como palero y que se sentía atraído por Maruja, tanto así que bautizó su víbora con su nombre. También en la miniserie de «La Costurerita Valiente» en 1991.

- Claudia Ivette: Actriz infantil que participó en los primeros episodios de los 80's. Apareció en 2 sketches de 1980 y uno de 1981. Solo participó en la película Charrito en 1985.

- César Costa : Salió de extra en las temporadas de 1990 hasta 1992 después en «Con humor...» Salió a interpretar a Doctor Roel en el Ciudadano Gómez y como el dueño de la casa de Don Calavera su nombre era Don Ricardo Villagran Valdez a mediados de 1994 en los caquitos sustituyó al Lic. Morales Interpretado por Raúl «Chato» Padilla este personaje es el primo del Lic. Morales y este se llamaba Lic. Costa un personaje muy inteligente y tiende a enojarse cuando mencionan a su hermano y a su primo.

- Patricia Castro, Mario Casillas, Angélica Belén, Lilia Michel, Maricarmen Vela, Rafael Baledón, Germán Robles, Héctor Bonilla, Eugenia Da Silva, Isaura Espinoza, Ana Lilian de la Macorra, Martha Zavaleta, Olivia Leyva, Maribel Fernández, María Luisa Alcalá, Rosita Bouchot, Regina Torné, Verónica Fernández, Patty Strevel, Janet Arceo, Martha Ofelia Galindo, José Antonio Mena, Rodolfo Rodríguez, Alicia Montoya, Isabel Martínez "La Tarabilla", Patricia Martínez, Beatriz Moreno, Rogelio Guerra, Alfredo García Márquez, José Luis Fernández, Gabriel Fernández Carrasco, Paco Ibáñez, Pedro Romo, Julio Vega, Patricio Castillo, Raúl Padilla "Chóforo", José Luis Padilla, Ángel Roldán, Claudia Ivette Castañeda, José Luis Amaro, Amalia Llergo, Lourdes Munguia, Alejandra Meyer, Macaria, Angélica María, Eugenia Avendaño, Lili Inclán, Ada Carrasco, Elena Silva, Carmen Vera, Ofelia Guilmain, Abraham Stavans, Heriberto López de Anda, Paloma, Gilberto Román, José Luis Padilla, Roberto Gómez Fernández, Miguel Pizarro, Ernesto Yáñez, Roxana Chávez, María Clara Zurita, Alejandro Villeli, Alberto Larrazábal, Eduardo Lugo, Carlos González, Oscar Morelli, María Dolores Oliva, María Goretti, Zulema Williams, Silvia Suárez, Guillermo Orea, Magda Giner, Maritza Aldaba, Evelyn Solares, Marisol Cazzaro, Ramón Abascal, Xavier Ximénez, Oscar Servin, Gustavo del Castillo, Rafael de Quevedo, Rafael Baledon, Gloria Chávez, Tony Carbajal, Marcela Navarro, Esperanza Navarro, Leticia Montaño, Antonieta Teyt, Eduardo Shilinsky, Arnoldo Picazzo, Eugenia Aventaño, Rocío Prado, José Acosta, Javier Yeranti, Jorge Fegan, Irma Garzón, Angélica García, José Chávez, Paolo Courriech, Thelma Dorantes, Miguel Suárez, Odin Dupeyron, Guillermo Orea Jr., Rodolfo de Alejandre, César Sobrevals, Luis Camarena, Héctor Pons, Pamela Curiel, Judith Velazco y Paulina Gómez Fernández : Aparecieron ocasionalmente en diversos episodios desde 1970 hasta 1995.
- El Narizón: Para muchos fanes, es el extra de una nariz prominente recordado por algunas participaciones en los sketches del programa así como en sus spin-offs, «El Chavo del 8» y «El Chapulín Colorado». En Brasil es llamado O Figurante Narigudo. Se cree que se trataba del productor del programa Guillermo Cárdenas.

## Premios y reconocimientos

### Premios TVyNovelas
| Año  | Categoría                 | Nominado(a)           | Resultado |
| ---- | ------------------------- | --------------------- | --------- |
| 1991 | Mejor programa de comedia | Roberto Gómez Bolaños | Nominado  |
| 1991 | Mejor actor de comedia    | Roberto Gómez Bolaños | Ganador   |
| 1991 | Mejor actriz de comedia   | Florinda Meza         | Nominada  |
| 1991 | Mejor actor de comedia    | Édgar Vivar           | Nominado  |
| 1987 | Mejor programa de comedia | Roberto Gómez Bolaños | Ganador   |
| 1987 | Mejor actor de comedia    | Roberto Gómez Bolaños | Ganador   |